# Big Gun
Singles de AC/DC
Dirty Deeds Done Dirt Cheap
(live, 1992) Hard as a Rock
(1996)
Big Gun est un morceau du groupe de hard rock australien AC/DC sorti en single en 1993, extrait de la bande originale du film Last Action Hero. Le single a eu un gros succès aux États-Unis où il sera classé numéro 1 pendant 3 semaines. Numéro 1 également en Australie, numéro 14 en France ce qui augmente la cote de popularité du groupe aux yeux de la nouvelle génération. 
Pour le clip, Arnold Schwarzenegger fera une apparition en tant que clone d'Angus et Shavo Odadjian du groupe System of a Down y fait une apparition à ses côtés.
Big Gun figure dans le coffret Backtracks d'AC/DC sorti le 9 novembre 2009.